# Hyperaspis paludicola
Hyperaspis paludicola är en skalbaggsart som beskrevs av Schwarz 1878. Hyperaspis paludicola ingår i släktet Hyperaspis och familjen nyckelpigor. Inga underarter finns listade i Catalogue of Life.